# Ołeh Laszko
Ołeh Wałerijowycz Laszko, ukr. Олег Валерійович Ляшко (ur. 3 grudnia 1972 w Czernihowie) – ukraiński polityk i dziennikarz, poseł do Rady Najwyższej V, VI, VII i VIII kadencji, kandydat w wyborach prezydenckich w 2014, lider Partii Radykalnej.

## Życiorys
Wychowywał się w sierocińcu. Na początku lat 90. zajął się dziennikarstwem. Był korespondentem pisma „Mołoda hwardija”, a następnie redaktorem periodyku „Komercijni wisti” wydawanego przez ministerstwo zagranicznych stosunków gospodarczych. W 1994 został tymczasowo aresztowany, po czym skazany na karę sześciu lat pozbawienia wolności i konfiskatę mienia za oszustwa i defraudację. Uzyskał zwolnienie już w 1995, trzy lata później doszło do zatarcia skazania. Powrócił do dziennikarstwa, był redaktorem dodatku do gazety „Prawda Ukrajiny", redaktorem naczelnym czasopisma „Polityka” i gazety „Swoboda”. W 1998 ukończył studia prawnicze na Charkowskim Państwowym Uniwersytecie Pedagogicznym.
Jako kandydat bezpartyjny w 2006 i w 2007 uzyskiwał mandat poselski z listy Bloku Julii Tymoszenko. W 2010 stał się bohaterem skandalu obyczajowego, gdy ujawniono w Internecie nagranie rozmowy Ołeha Laszki, w którym opowiadał o stosunkach seksualnych z innym mężczyzną będącym wysoko postawionym urzędnikiem. Sam polityk oskarżył przeciwników politycznych o manipulację za pomocą nowych technologii, a także zaprzeczył pojawiającym się już wcześniej plotkom o jego homoseksualnej orientacji seksualnej. Wkrótce został wykluczony z frakcji Bloku Julii Tymoszenko. Oficjalnie zarzucono mu wspieranie nowej koalicji rządowej skupionej wokół Partii Regionów. W 2011 w trakcie obrad parlamentu doszło do bójki między nim a wiceprzewodniczącym Rady Najwyższej Adamem Martyniukiem. W tym samym roku stanął na czele Ukraińskiej Partii Radykalno-Demokratycznej, która przyjęła nazwę Partii Radykalnej Ołeha Laszki. W 2012 ugrupowanie to nie przekroczyło wyborczego progu, jej lider uzyskał jednak poselską reelekcję w jednym z okręgów obwodu czernihowskiego.
W 2014 w trakcie kryzysu krymskiego zaproponował wprowadzenie kary śmierci dla uczestników prorosyjskich wieców, a także zerwanie stosunków dyplomatycznych z Rosją. Po wybuchu konfliktu na wschodniej Ukrainie zorganizował ze swoich zwolenników paramilitarny batalion. Dwa dni przed wyborami prezydenckimi, w których był jednym z kandydatów, jego grupa publicznie przyznała się do zbrojnego ataku na budynek rady miejskiej w mieście Torez, zabicia w trakcie tego zajścia jednego z prorosyjskich separatystów oraz ranienia kolejnego. Działalność jego oddziału została potępiona przez międzynarodowe organizacje ochrony praw człowieka.
Ostatecznie w głosowaniu prezydenckim z 25 maja 2014 Ołeh Laszko zajął trzecie miejsce z wynikiem około 8,3% głosów. Popularność zyskiwał dzięki głoszeniu haseł radykalnych i populistycznych. Komentatorzy wskazywali, że jego działalność i ugrupowanie promowane w kanale telewizyjnym Inter są faktycznie politycznym projektem Serhija Lowoczkina, bliskiego współpracownika Wiktora Janukowycza.
W przedterminowych wyborach parlamentarnych z 26 października 2014 kierowana przez niego Partia Radykalna odnotowała poparcie na poziomie ponad 7,4%, wprowadzając do Rady Najwyższej 22 posłów. Otwierający listę krajową tego ugrupowania Ołeh Laszko po raz czwarty z rzędu uzyskał mandat poselski. W 2019 ponownie był kandydatem w wyborach prezydenckich, w pierwszej turze z 31 marca otrzymał około 5,5% głosów. W tym samym roku znalazł się poza parlamentem.
Na początku października 2022 w trakcie rosyjskiej inwazji na Ukrainę wstąpił do ukraińskich sił zbrojnych.

## Życie prywatne
Ołeh Laszko jest żonaty, ma córkę.